# جيسي غارسيا
جيسي غارسيا (بالإنجليزية: Jesse Garcia)‏ هو لاعب كرة قاعدة أمريكي، ولد في 24 سبتمبر 1973 في كوربوس كريستي في الولايات المتحدة.